# Siquijor (provincie)
Siquijor is een provincie van de Filipijnen. Het is tevens een eiland. Het vormt samen met Bohol, Cebu en Negros Oriental regio VII (Central Visayas) en ligt ten zuiden van Cebu. De hoofdstad van de provincie is de gemeente Siquijor. Bij de census van 2015 telde de provincie bijna 96 duizend inwoners. De provincie is zowel qua inwoners als landoppervlak de op twee na kleinste provincie van het land.
De Spanjaarden noemden het eiland Isla del Fuego (eiland van vuur) door de vele daar voorkomende vuurvliegjes. Het eiland staat daarnaast bekend om de hekserij en voodoo die door sommige lokale inwoners bedreven zouden worden.

## Geschiedenis
De eerste westerlingen die het eiland Siquijor aandeden waren de mannen van een expeditie onder leiding van Esteban Rodriquez in 1565. Deze expeditie was door Miguel López de Legazpi eropuit gestuurd vanuit diens kamp op Bohol om de eilanden Negros, Pamilican en Siquijor te verkennen. In die tijd was het hele eiland nog overdekt met oerwouden, met als gevolg grote aantallen vuurvliegjes. De Spanjaarden noemden het eiland daarom Isla del Fuego (eiland van vuur). De inwoners van het eiland hebben overigens een andere verhaal voor de oorsprong van de bijnaam van het eiland. Zij claimen dat het eiland is ontstaan doordat het uit zee oprees onder het geweld van donder en bliksem.
Tussen 1854 en 1892 viel Siquijor onder het bestuur van Bohol. Daarna werd het eiland overgeheveld naar de provincie Negros Oriental. In 1901 werd Siquijor een beetje meer onafhankelijkheid middels de status van subprovincie binnen Negros Oriental. Op 17 september 1971 werd Siquijor een onafhankelijke provincie. De hoofdstad was tot dan toe Larena geweest, maar werd vanaf dat moment de gemeente Siquijor.

## Mensen en Cultuur

### Talen
De meeste gesproken taal op het eiland is Cebuano. Daarnaast wordt ook Engels en Tagalog door veel inwoners gesproken.

## Geografie

### Topografie en landschap
Siquijor ligt ten zuidoosten van de eilanden Cebu en Negros en ten zuidwesten van Bohol. Het eiland is 343,5 km² groot met een kustlijn van zo'n 102 km. De hoogste berg van het eiland is Mount Bandilaan, die 557 meter hoog is.

### Bestuurlijke indeling

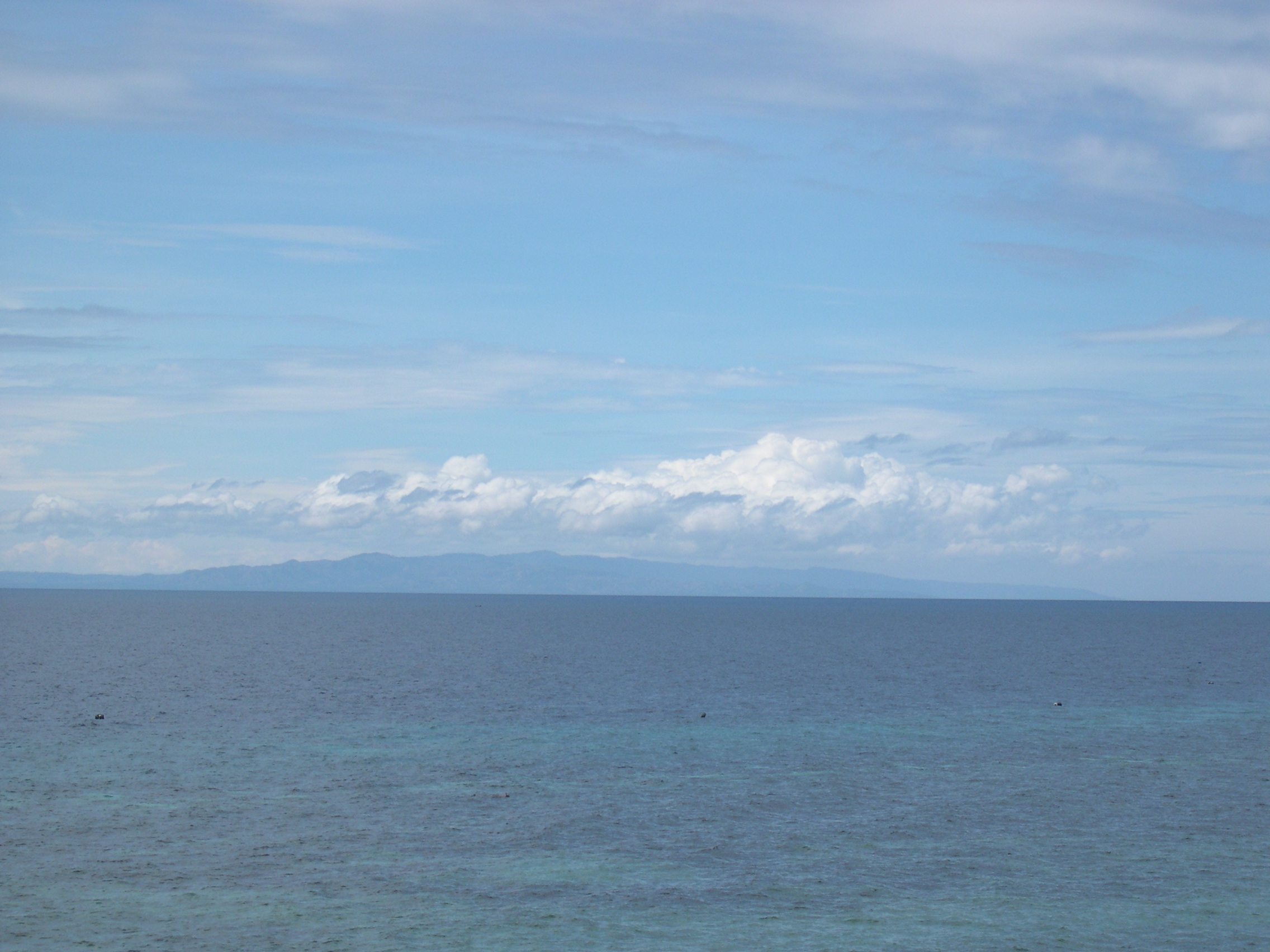
Het silhouet van Siquijor gezien van Panglao

Siquijor bestaat uit de volgende zes gemeenten.
| - Enrique Villanueva - Larena - Lazi | - Maria - San Juan - Siquijor |

Deze gemeenten zijn onderverdeeld in 134 barangays.

## Klimaat
Over het algemeen is het grootste deel van de provincie Siquijor droog in de maanden januari tot mei en nat de rest van het jaar. In het zuidelijke deel zijn de droge maanden van november tot april. Jaarlijks valt er gemiddeld 1305 mm regen is de gemiddelde temperatuur 27,8 °C en de luchtvochtigheid 78%.

## Demografie
Siquijor had bij de census van 2015 een inwoneraantal van 95.984 mensen. Dit waren 4.918 mensen (5,4%) meer dan bij de vorige census van 2010. Ten opzichte van de census van 2000 was het aantal inwoners gegroeid met 14.386 mensen (17,6%). De gemiddelde jaarlijkse groei in die periode kwam daarmee uit op 1,01%, hetgeen lager was dan het landelijk jaarlijks gemiddelde over deze periode (1,72%).

De bevolkingsdichtheid van Siquijor was ten tijde van de laatste census, met 95.984 inwoners op 337,49 km², 284,4 mensen per km².

## Economie
Siquijor is een relatief arme provincie. Uit cijfers van het National Statistical Coordination Board (NSCB) uit het jaar 2003 blijkt dat 37,4% (9767 mensen) onder de armoedegrens leefde. In het jaar 2000 was dit 32,7%. Daarmee staat Siquijor 48e op de lijst van provincies met de meeste mensen onder de armoedegrens. Van alle 79 provincies staat Siquijor bovendien 58e op de lijst van provincies met de ergste armoede..

## Fauna

### Reptielen
Op Siquijor komen de volgende reptielen voor:
- Draco spilopterus
- Dibamus leucurus
- Sphenomorphus steerei

### Vogels
Op Siquijor komt waarschijnlijk nog maar een voor de Filipijnen endemische vogelsoort voor. Van de Leikruinbuulbuul (hypsipetes siquijorensis) komen op het eiland nog enkele duizenden exemplaren voor. Deze vogelsoort komt verder alleen nog voor op de eilanden Romblon en Tablas. Daarnaast kwamen ook de soorten Winchells ijsvogel (halcyon winchelli) en de Filipijnse kaketoe (Cacatua haematuropygia) hier tot voor kort voor. Het is echter onwaarschijnlijk dat deze soorten hier nog steeds te vinden zijn.

### Zoogdieren
Op het eiland Siquijor komen de volgende zoogdieren voor:
| - Insecteneters: - Muskusspitsmuis - Knaagdieren: - Aziatische zwarte rat - Roofdieren: - Oost-Indische civetkat - Vleermuizen: - Filipijnse vliegende hond - Cynopterus brachyotis - Eonycteris spelaea - Macroglossus minimus - Ptenochirus jagori | - Vervolg vleermuizen: - Pteropus hypomelanus - Pteropus pumilus - Rousettus amplexicaudatus - Megaderma spasma - Hipposideros diadema - Hipposideros obscurus - Rhinolophus arcuatus - Rhinolophus philippinensis - Miniopterus australis - Murina cyclotis |